# 加德納嶺
加德納嶺（英語：Gardner Ridge）是南極洲的山嶺，位於瑪麗伯德地，屬於毛德王后山脈的一部分，處於戴維斯山東南面7公里的克萊恩冰川南岸，美國地質調查局根據測量和該國海軍的空中照片繪入地圖，現時由南極條約體系管理。